# زيت بذور
زيت البذور هو زيت نباتي يُحصل عليه من بذور (سويداء البذرة) نبات ما وليس ثمرته.
تُستخرج أغلب الزيوت النباتية من البذور ومن أشهر أمثلتها زيت دوار الشمس، وزيت الكانولا، وزيت السمسم. ولكن بعض من الزيوت النباتية الهامة ليست زيوت بذور ومن أمثلة ذلك زيت الزيتون وزيت الفول السوداني. تحتوي زيوت البذور على نسب مختلفة من الجليسريدات الأحادية والثنائية.
يعرض الجدول التالي أمثلة من النباتات والزيوت التي نحصل عليها منها:
| النبات         | الزيت              |
| -------------- | ------------------ |
| اللوز          | زيت اللوز          |
| الأركان        | زيت الأرجان        |
| الحمحم المخزني | زيت الحمحم المخزني |
| الكانولا       | زيت الكانولا       |
| الخروع         | زيت الخروع         |
| جوز الهند      | زيت جوز الهند      |
| الذرة          | زيت الذرة          |
| القطن          | زيت بذرة القطن     |
| الكتان         | زيت بذرة الكتان    |
| العنب          | زيت بذرة العنب     |
| القنب          | زيت القنب          |
| الهوهوبا       | زيت الهوهوبا       |
| المكاداميا     | زيت المكاداميا     |
| المانجو        | زبدة المانجو       |
| الخردل         | زيت الخردل         |
| النيم الشائع   | زيت النيم          |
| نخيل الزيت     | زيت نخيل الزيت     |
| السلجم         | زيت السلجم         |
| العصفر         | زيت العصفر         |
| السمسم         | زيت السمسم         |
| الشيا          | زبدة الشيا         |
| دوار الشمس     | زيت زهرة الشمس     |